# Łącznik tyrystorowy
Łącznik tyrystorowy – łącznik bezzestykowy niskiego napięcia, półprzewodnikowy.

## Zasada działania
Mechanizm zestyków spełnia tyrystor. Załączenie łącznika, a więc wprowadzanie tyrystora w stan przewodzenia, odbywa się przez przepływ prądu w obwodzie bramki. Po zmniejszeniu prądu roboczego poniżej wartości prądu wyłączania, tyrystor przechodzi w stan zaporowy i następuje wyłączenie łącznika. W obwodach prądu przemiennego łączniki tyrystorowe wyłącza się wykorzystując zjawisko komutacji sieciowej. 

## Parametry
Łączniki tyrystorowe charakteryzują się trwałością łączeniową (do 107 łączeń) i dużą częstością pracy (ok. 120 łączeń na godzinę), jednak są wrażliwe na zwarcia i przeciążenia, co powoduje konieczność stosowania specjalnych układów zabezpieczających. Ze względu na spadek napięcia na tyrystorze rzędu od 1 do 2 V i wydzielaniu się ciepła w stanie pracy wymagane jest stosowanie radiatorów. Łączniki tyrystorowe mogą ulegać samozałączeniu pod wpływem zakłóceń. Nie zapewniają separacji galwanicznej w stanie wyłączenia.